# نخودک
نخودک نام قدیمی یکی از روستاهای مشهد است که هم‌اکنون در داخل شهر واقع شده است.

## موقعیت جغرافیایی
با اینکه این روستا کاملاً در بافت شهر مشهد ادغام شده، اما در گذشته یکی از روستاهای بزرگ بوده و در نزدیکی محلهٔ نوغان قرار داشته است. محله‌های کوی بلال حبشی، شهرک امام خمینی، قسمت‌هایی از خیابان مطهری شمالی و خیابان هدایت، بخش‌های تبدیل شدهٔ این روستا هستند.

## افراد برجسته
حسنعلی نخودکی اصفهانی که در مشهد به شیخ حسنعلی نخودکی معروف است، برای مدتی در این روستا زندگی می‌کرده است.